# Pilolabus tubercleatus
Pilolabus tubercleatus es una especie de coleóptero de la familia Attelabidae.

## Distribución geográfica
Habita en México.